# Томос (фабрика)
Томос (словен. To-Tovarna, Mo-motorjev, S-Sežana, Фабрика мотора Сежана, је произвођач мопеда са сједиштем у Копру, Словенија. Томос је набавио дозволу за производњу од Пуха за производњу модела мопеда под именом Томос 1954. године. Томос је од тада производио разне производе за тржиште источне Европе, укључујући мотоцикле, мопеде, ванбродске моторе и аутомобиле Цитроен за домаће тржиште.
Томосови мопеди се такође производе у Епеу, Холандија од 1966. године. Врло продавани модел био је Томос „4Л“, производио се од 1969. до 1980. Холандски развојни тим одговоран је за увођење модела попут Колибри, Тарга и Ревивал. Томос је последња преостала фабрика мопеда у Холандији, која је преживела најмање 36 других од 1966. године. Томосови мопеди продавани су у САД од 1976. до 2014. Недавно се Томос проширио и на Уједињено Краљевство.
Томос је банкротирао 3. јануара 2019.

## Историја

### Оснивање
После Другог светског рата, југословенска влада настојала је да развије нове индустрије. Компанија за производњу двоточкаша основана је у Сежани у јулу 1954. године, а убрзо је потписан лиценцни уговор са аустријском компанијом Стеир-Даимлер-Пух . Пух је имао економичне и робусне мотоцикле погодне за макадамске путеве и стрме терене карактеристичне за регион, а Пуцх је такође понудио повољне услове лиценцирања, јер је сумњао да ће фабрика икада моћи самостално да ради. Већ следећег месеца име ТОМОС (ТОварна МОторних колеса Сежана) се по први пут појавило у документима компаније. Октобра 1954. године, југословенска влада је започела изградњу фабрике Томос у Копру, приморском индустријском центру Словеније, где остаје и данас. Производња у привременим објектима започела је 1955., а фабрику је свечано отворио Јосип Броз-Тито, председник Југославије .
Томос је остао државно предузеће, јер је Словенија, с блиским везама с Аустријом и Италијом, прво стекла независност када се Социјалистичка Федеративна Република Југославија распала почетком 90-их. Компанија је успешно изашла на крај са овим изазовима и 1998. је приватизована и продата Хидри, приватној словеначкој корпорацији.

### Производња лиценци - мотоцикли
Томосов први производ био је мотоцикл који се звао ТОМОС Пух СГ 250. 1955. године направили су 137 ових мотоцикала и саставили 124 РЛ 125 скутера и сто мопеда. Следеће године су мопеди чинили већину (1712) од укупног броја окупљених јединица, а следе мотоцикли (615) и скутери. Истовремено са лиценцираном производњом, Томос је започео развој сопствених серијских модела.
Крајем 1950-их, бројне варијанте мопеда Пух МС 50 произведене су под заједничким именом Колибри. Први Колибрии су били означени са ВС 50; касније ознаке су се кретале од 01 до 013. Појединачне варијанте прилагођене су страним тржиштима. 1959. произвели су више од 17.000 Колибрија и потписали уговор за први велики извоз у Шведску. Међу најуспешнијим Колибријима био је тип 12, док је његова верзија Колибри Т 12 (чувени "тробрзинац"), која је први пут представљена 1961. године, постала најпопуларнији мопед у Словенији.
Почетком 1960-их, истраживање тржишта показало је да је интересовање за тешке мотоцикле у читавој Европи опадало, а Томос је прилагодио свој асортиман мотоцикала и фокусирао се искључиво на производњу двотактних мотоцикла од 50 cm³. У циљу систематског и организованог развоја, Институт за техничка и економска истраживања основан је 1962. године.
Шездесете су биле најпродуктивнији период за Томоса. Холандија се појавила као важно тржиште 1960. године. Томос је имао толико успеха да је једина друга фабрика ван Словеније изграђена у Холандији 1966. године. До 2009. године фабрика се производила за холандско тржиште, заједно са истраживањем и развојем нових јединица. Томос је постао најдужа фабрика мопеда у Холандији до окончања производње 2009. године због чињенице да су трошкови производње и рада у Словенији нижи. Холандија је и даље најјаче тржиште за Томос.

### Лиценцна производња - аутомобили
Почетком 1959. године Томос је почео да производи аутомобиле Цитроен по лиценци у фабрици у Копру и продаје их на југословенском тржишту.
Југословенско тржиште аутомобила је затворено, тако да је ово заједничко улагање са локалном фирмом Цитроену омогућило приступ тржишту.
Цимос је у власништву Цитроена износио 50%, а југословенска влада 50%.
Југословенској влади је недостајало тврде валуте и често је користила бартер систем, плаћајући Цитроен житарицама и сировинама, које је Цитроен препродавао у западној Европи.
Твртке Томос, Искра и Цитроен су 1972. основале нову компанију Цимос (Цитроен, Искра, Томос) за производњу и извоз аутомобила и аутомобилских подсклопова. 
Искра је била произвођач аутомобилских компоненти, посебно генератора.
Локално направљена возила укључују Ами 8, 2ЦВ6, ГС и Диане (звана Диана). Цимос је такође продавао увезена возила, ЦКС и Мехари. Цимос ГС се може разликовати по округлим фаровима.
Цимос је 1981. почео да производи специфични модел, "Дак", затворено теретно возило, врло слично "четверокотници". " Основа је била неоптерећена шасија 'Диана', за разлику од француске 'Акадиане', која је била заснована на дужој шасији 2ЦВ АК400. Такође је припремио камион за преузимање возила са исте основе. Продаја је била 2.200 'Дак' и 900 'Гери'.
Цитроен није дозволио Цимосу да извози ова комунална возила, а овај раздор довео је до тога да је француска фирма до 1985. прекинула испоруку делова свом југословенском партнеру, осуђујући заједничко улагање.

### Мотоцикли сопственог дизајна - аутоматика
На прагу 1970-их, Томос је започео припрему за производњу „аутоматике“ сопственог дизајна, јер је тржиште било све више заинтересовано за такву врсту мотоцикала, а компоненте произведене у иностранству биле су све скупље. Стога су произвели Аутоматик А1 са побољшаним мотором са једним зупчаницима који је уграђен у оквирну структуру претходног Аутоматик. Његов наследник, Аутоматик А3, направљен је 1973. године, када су лансирали нову, модернизовану производну линију са аутоматизованим машинама за заваривање оквира. Ово је био почетак производње нових оквира у Томосу који су се визуелно разликовали од лиценцираних Пухових оквира мотоцикала.
Како се животни стандард значајно повећавао током 1970-их, тако се повећавао и број младих купаца. Привукли су их аутомати и мопеди типа А-ОС, А-ОН и АПН. Последња врста била је посебно популарна међу младима, због чега је Томос почео са производњом посебних варијанти ових мопеда са подигнутим управљачем, седиштем са наслоном за леђа, бочним торбама и пуно хрома .
1970-их неколико нових модела Колибриса послато је на тржиште. Колибри Т-03, Т-12 и Т-13 имали су Пухове моторе, док Колибри 14В има уграђени мотор произведен од стране компаније Томос, према сопственом дизајну. Након 1973. сви мотоцикли и бицикли са мотором у прилогу, које је произвео Томос, били су опремљени унутрашњим произведеним моторима. У овом су периоду развили и Колибри 15 са јачим мотором који је могао скоро да се такмичи са мотоциклима.

### Нафтна криза и модернизација
У 1960-им и 1970-им Томосова развојна активност достигла је врхунац у погледу количине патената и прототипа. Међутим, током временског оквира 1979-1980. Године, Томос се по први пут суочио са рестриктивним еколошким стандардима. Током 1980-их, Томос је модернизовао читав асортиман двоточкаша и концентрисао се на смањење нивоа буке и штетних емисија и повећао удобност возача, уз модернији изглед.
1976. године Томос је представљен у Сједињеним Америчким Државама преко америчких дистрибутера. Било је пуно европских произвођача који су имали мопеде на америчком тржишту. Тржиште је достигло врхунац 1979. године, пошто су цене гаса биле на врхунцу, а несташице су биле уобичајене због промене политике ОПЕЦ- а. Људи су почели да преиспитују потрошњу бензина и гледали су на ефикаснија средства. Мопед се појавио као алтернатива достижући више од 100 мпг  (миља по галону) .
Цео асортиман двоточкаша поново се глобално такмичио након модернизације 1980-их. Први производ из ове нове палете био је АПН 6 који је представљен 1981. године. 1985. године ТОМОС је лансирао нову генерацију мотоцикала, БТ 50 са ливеним точковима и показивачима. На основу овог модела, ТОМОС АТX 50 Ц је касније произведен за теренску употребу.

### 1990-е
Деведесетих Томос је изашао са Спринт, Тарга и Тарга ЛКС. Каснија два на крају су промењена у ТОМОС СТ и ТОМОС ЛКС. Представљен је нови мотор који се зове А35. Томос УСА покренут је у Спартанбургу у Јужној Каролини, у новом канцеларијском и складишном комплексу од преко 24.000 sq ft (2.200 m2).

### 2000-те
2006. године мотор А35 је замењен са А55. Овај нови мотор се одликује лакшим ротирајућим деловима, као и бољом снагом. Овај мотор се тренутно користи у свим апликацијама од 50ццм.
2004. године Словенија је примљена у Европску унију и потписан је уговор са немачким БМВ-ом за производњу саставних делова за неке своје јединице, која се данас наставља из Копра. Током ове године представљени су нови модели као што су МЦ Оф-Роуд Лајн, Ривајвел, Стритмејт и Аров. Допуњујући ове нове јединице био је нови породични мотор зван А55 2006. године, који је удовољавао строжим ЕПА стандардима за емисије.

### 2010-те
Томос се на америчко тржиште вратио са 2 нова мопеда, редизајнираним Спринтом са класичним детаљима и потпуно новим Рејсинг ТТ-ом.

## Производи
- Томоs Racing ТТ
- Томоs Streetmate и Streetmate R
- Томоs Arrow and Arrow R (Youngster)
- Тоmоs Revival
- Томоs СТ и Sprint (поступни модели)
- Тоmоs ЛКС
- Тоmоs Colibri 15SLH
- Тоmоs Classic (само за Јапан)
- Тоmоs SGS 250
- Тоmоs Electronic Е90
- Тоmоs Sprint Electronic
- Тоmоs CTX 80
- Тоmos BТ 50
- Тоmоs ТС 50
- Тоmоs АТX
- Тоmоs АPN-4МС
- Тоmоs АPN-6 Alpino
- Тоmоs CTX
- Томоs а3
- Тоmоs а3м
- Тоmоs а3мs
- Тоmоs S1 (само Холандија)
- Тоmоs APN 4
- Тоmоs АPN 4Х (хипи)
- Тоmоs АPN 6
- Тоmоs Аuтоmаtic
- Тоmоs LX

### Супермото
- Томоs SE 25 F
- Томоs СМ 125 Replica Cup
- Томоs Norton ТN 750 Fastback 745 cm³

### Ванбродски мотори
- Томоs 3.5
- Томоs 4
- Томоs 4.5
- Томоs 4.8
- Томоs 9.9
- Томоs 10
- Томоs 18

### Аутомобили
- Томоs - Citroen 2CB
- Тоmоs - Citroen AMI 6/8 / Super
- Тоmоs - Citroen DS
- Тоmоs - Citroen HY
- Тоmоs - Citroen Diana 6
- Тоmоs - Citroen GS
- Cimоs Citroen GA
- Cimos Citroen AX
- Cimos Citroen BX
- Cimos Citroen CX
- Cimos Citroen Visa
- Cimos Citroen C15
- Cimos Citroen C25
- Cimos Citroen C35
- Tomos - Citroen DAK/Geri

## Преплашивање оутсоурцинга
У новембру 2007. објављена је изјава која је интерпретирана тако да подразумева да ће Томосова производња мопеда престати, јер компанија више није била конкурентна кинеским и индијским произвођачима. Вест је неколико дана изазвала узнемиреност у мопедској заједници Томос. Међутим, проблем у превођењу изазвао је неспоразум, а компанија је касније потврдила да не окончава продају, већ уместо оутсоурцинга делова производње.